# María del Pilar Peña Carrasco
María del Pilar Peña Carrasco, també coneguda com a Pili Peña, (Madrid, 4 d'abril de 1986) és una jugadora de waterpolo espanyola.
Va començar la seva carrera esportiva amb el CN Ondarreta Alcorcón amb el qual va guanyar una Lliga espanyola i dues Copes dela Reina. La temporada 2010-11 va fitxar pel CN Sabadell, aconseguint quatre Copes d'Europa, tres Supercopes d'Europa, vuit Lligues espanyoles, set Copes de la Reina, set Supercopes d'Espanya i vuit Supercopes de Catalunya. La temporada 2018-19 va jugar amb el CN Sant Andreu i la temporada següent va fitxar pel CN Terrassa. Internacional amb la selecció espanyola de waterpolo, ha aconseguit la medalla d'argent als Jocs Olímpics de Londres 2012, una medalla d'or al Campionat del Món de Barcelona 2013 i dues medalles d'argent el 2017 i 2019 i dues medalles d'or als Campionat d'Europa de 2014 i 2020.
Entre d'altres reconeixements, ha rebut la medalla plata de la Reial Orde del Mèrit Esportiu el 2014, la insígnia d'or de l'Ajuntament d'Alcorcón i ha sigut nomenada filla predilecta de Navalcán, Toledo.

## Palmarès
Clubs
- 4 Eurolligues femenines de la LEN
  - 2010-11, 2012-13, 2013-14, 2015-16
- 3 Supercopes d'Europa de waterpolo femenina
  - 2013-14, 2014-15, 2016-17
- 9 Lligues espanyoles de waterpolo femenina
  - 2005-06, 2010-11. 2011-12, 2012-13, 2013-14, 2014-15, 2015-16, 2016-17, 2017-18
- 9 Copes espanyoles de waterpolo femenina
  - 2005-06, 2006-07, 2010-11, 2011-12, 2012-13, 2013-14, 2014-15, 2016-17, 2017-18
- 7 Supercopes espanyoles de waterpolo femenina
  - 2010-11, 2011-12, 2012-13, 2013-14, 2014-15, 2015-16, 2016-17, 2017-18
- 8 Copes Catalunya de waterpolo femenina
  - 2010-11, 2011-12, 2012-13, 2013-14, 2014-15, 2015-16, 2016-17, 2017-18

Selecció espanyola
- 1 medalla d'or als Jocs Olímpics de Paris 2024
- 1 medalla d'argent als Jocs Olímpics de Tòquio 2020
- 1 medalla d'argent al Jocs Olímpics de Londres 2012
- 1 medalla d'or al Campionat del Món de waterpolo: 2013
- 3 medalles d'argent als Campionat del Món de waterpolo (2017, 2019, 2023)
- 1 medalla de bronze als Campionat del Món de waterpolo (2024)
- 2 medalles d'or al Campionat d'Europa de waterpolo: 2014, 2020
- 1 medalla d'argent al Campionat d'Europa de waterpolo: 2008
- 1 medalla d'or als Jocs Mediterranis de Tarragona 2018